# Объединённая штурмовая бригада «Лють»
Объединённая штурмовая бригада Национальной полиции Украины «Лють» (ошбр «Лють»; укр. Об'єднана штурмова бригада Національної поліції України «Лють») — тактическое соединение Департамента полиции особого назначения нового образца, предназначенное для отражения вооруженной агрессии Российской Федерации против Украины.

## История
В январе 2023 года МВД начало формирование штурмовых бригад «Гвардия наступления»: бригада Нацполиции «Лють», бригада Госпогранслужбы «Стальная граница» и шесть бригад Нацгвардии. Основу подразделений составили действующие полицейские, пограничники, нацгвардейцы.
13 января 2023 года Кабмин постановил создать межрегиональный территориальный орган Нацполиции для усиления сил обороны и освобождения оккупированных территорий Украины. 2 февраля 2023 года бригада была создана на базе двух полков спецназначения «Сафари» и «Цунами», батальона патрульной полиции особого назначения «Луганск-1». Это бойцы, выполнявшие боевые задания на Киевщине, Запорожском, Харьковском, Херсонском и Донецком направлениях.
24 февраля 2023 года президент Зеленский вручил боевое знамя штурмовой бригаде, его получил командир бригады Александр Нетребко.
17 сентября 2023 года бригада «Лють», совместно с 80-й и 95-й десантно-штурмовыми и 3-й штурмовой бригадами, участвовала в занятии Клещиевки Бахмутского района.

## Структура
Структура Департамента полиции особого назначения ошбр «Лють»:
- Аппарат
- Рота охраны
- Танковое подразделение
- Батальон специальных операций «Эней»
- Управление полиции особого назначения № 1 (г. Киев):
  - Полк «Сафари»
  -  Батальон «Миротворец»
- Управление полиции особого назначения № 2 (Одесса):
  -  Полк «Цунами»
  -  Батальон «Тавр»
  -  Батальон «Шторм»[11]
- Управление полиции особого назначения № 3 (Днепр):
  -  Полк «Луганск»
  -  Батальон «Запад»
- Управление полиции особого назначения № 4:
  -  Полк «Днепр-1»
  -  Батальон «Скиф»

## Оснащение
В арсенале бригады имеется бронетехника (M113, Дозор-Б, Козак-2), артиллерийское, зенитное, противотанковое и снайперское вооружение.
8 марта 2024 года МВД Украины сообщило, что в составе штурмовой бригады Нацполиции Украины «Лють» сформировать танковое подразделение. В бригаде заявили, что танковое подразделение уже готово выполнять первые боевые задания на фронте. Судя по кадрам, бригаду вооружили модернизированными основными боевыми танками Т-64БВ образца 2017 года.
Бойцы штурмовой бригады Нацполиции «Лють» также используют роботизированные комплексы:

## Задачи
- выполнение задач по отражению вооруженной агрессии против Украины в зоне ведения боевых действий;
- выполнение боевых предписаний во время отпора вооруженной агрессии против Украины или ликвидации (нейтрализации) вооруженного конфликта;
- выполнение других задач с применением любых видов оружия (вооружения), специальных и технических средств в соответствии с законодательством Украины;
- участие в мероприятиях по обеспечению публичного (общественного) порядка и безопасности граждан, в частности, при осуществлении мер правового режима чрезвычайного или военного положения;
- оказывать квалифицированную и специализированную поддержку органам (подразделениям) полиции, другим правоохранительным органам в случае возникновения ситуации с высокой степенью риска.

## Галерея

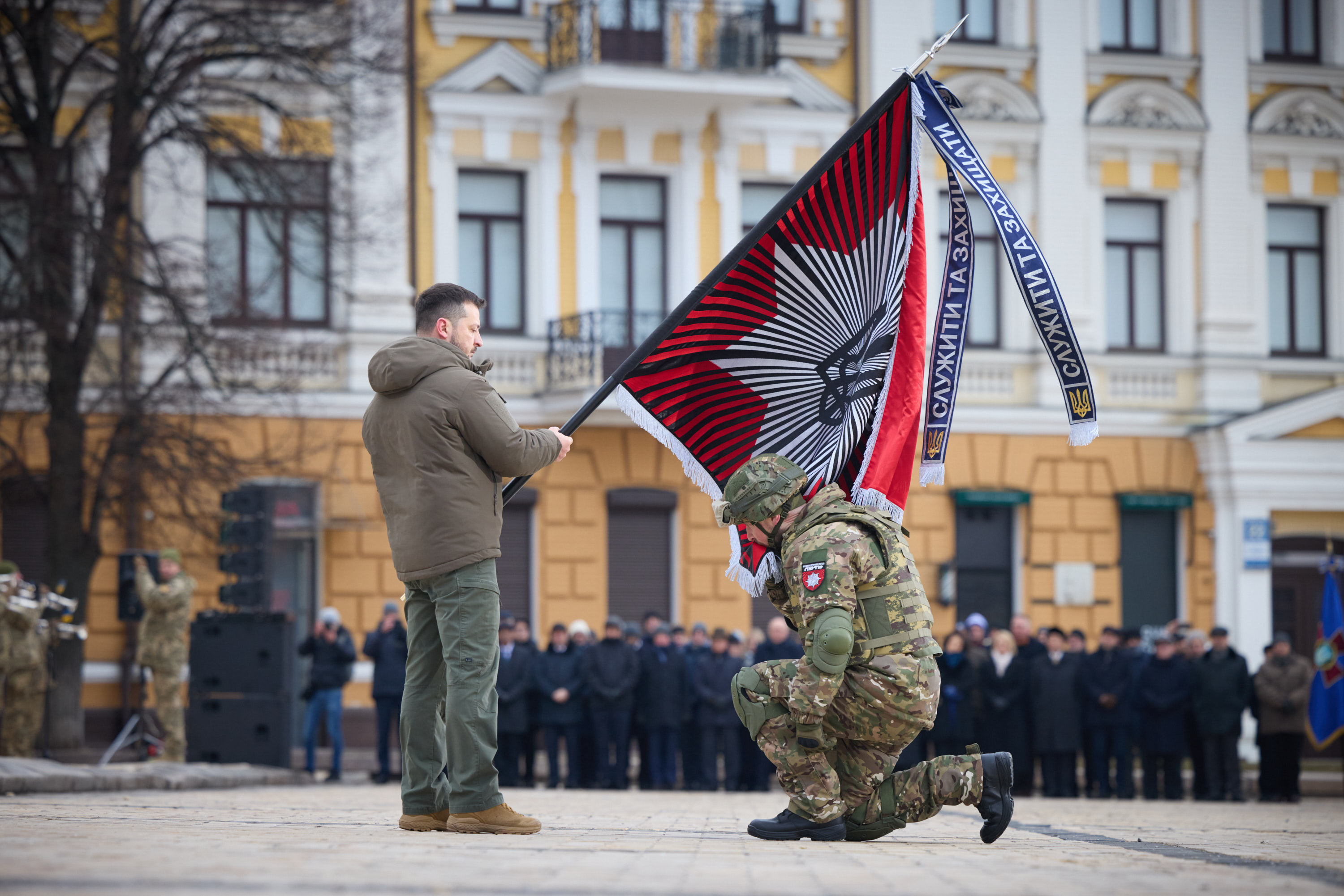
Президент Зеленский вручает Боевое знамя бригады
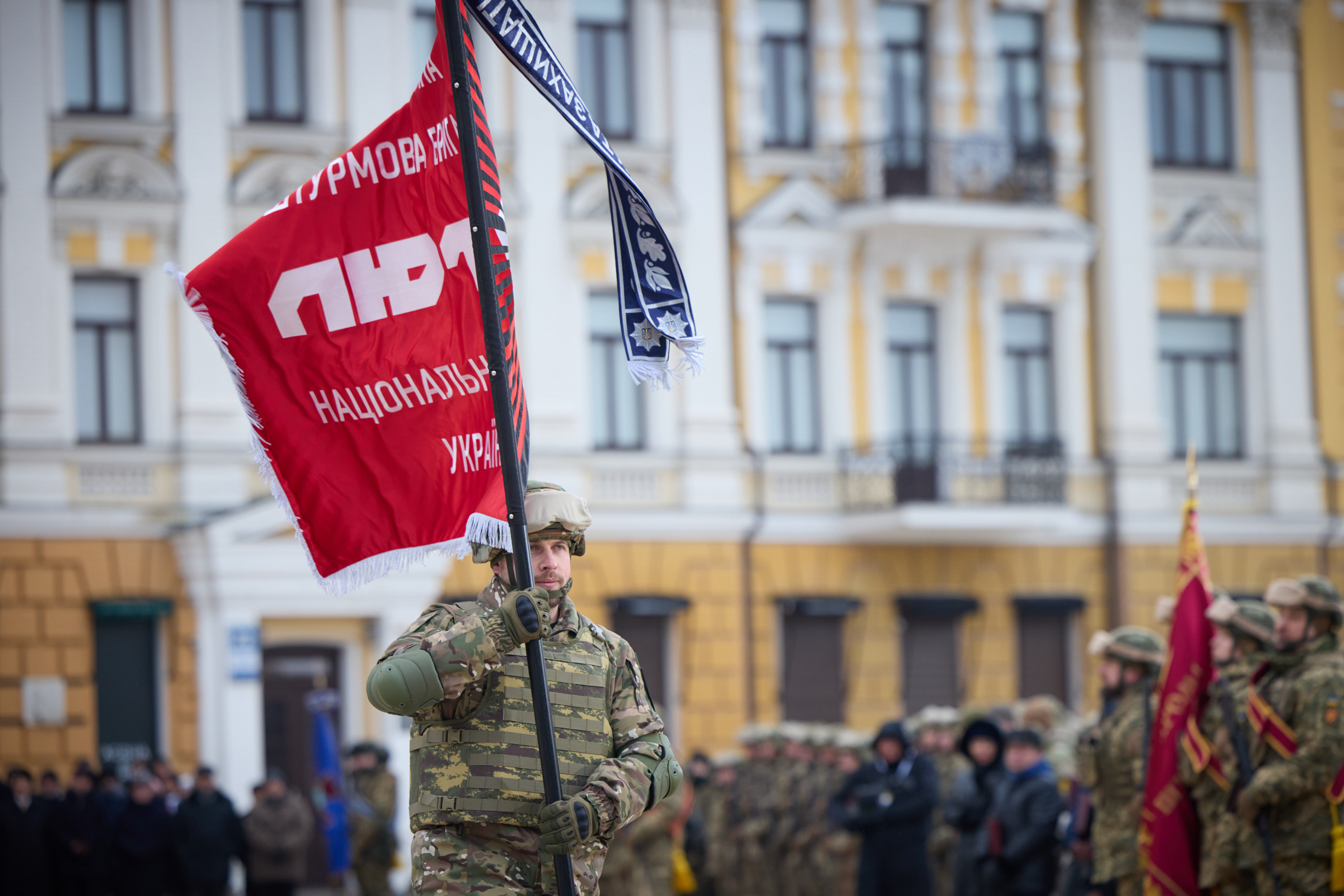
Знамя бригады
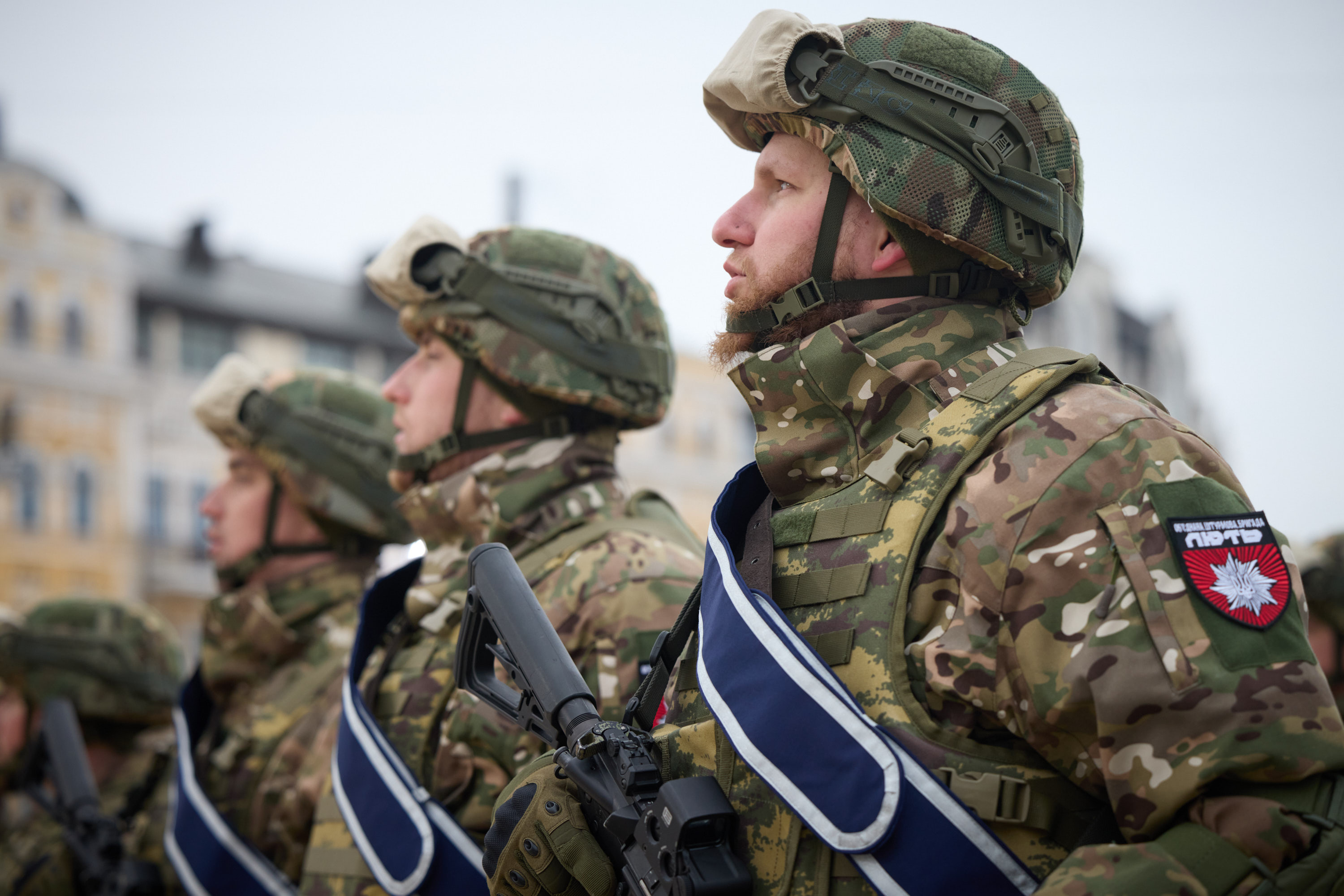
Построение ошбр «Лють» на Софиевской площади, 24 февраля 2023
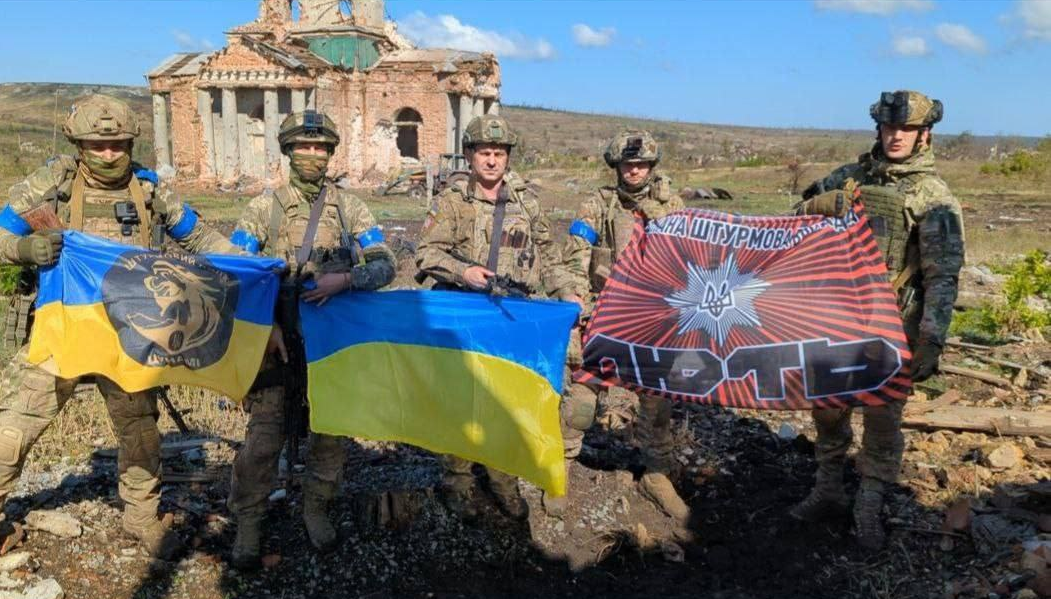
Бойцы полка «Цунами», бригады «Лють» в селе Клещиевка, Бахмутского района